# Меньил
Меньи́л — пассажирская и грузовая железнодорожная станция Ижевского отделения Горьковской железной дороги в селе Менил Игринского района Удмуртии. Открыта в 1945 году.
Станция не осуществляет продажу пассажирских билетов, билетной кассы нет. А также приём и выдачу повагонных и мелких отправок с подъездных путей.